# Авесалом
Авесалом (јеврејски אַבְשָׁלוֹם, отац/вођа мира) био је један од млађих синова краља Давида. Живео је око 1000. п. н. е.
Авесалом је важио за најлепшег Давидовог сина и био његов љубимац. Ипак се Авесалом побунио против оца. Свето писмо говори да је Авесалом имао прелепу сестру коју је јако волео, Тамару. Његов полубрат и Давидов најстарији син Амнон је силовао Тамару. Давид није ништа преузео против Амнона, једино га је прогнао са двора у Јерусалиму. Авесалом, пун гнева, убио је Амнона и морао је да бежи од оца Давида. Уточиште је нашaо код деде по мајчиној страни Талмајa краљем Гесурском. Тек после три године Давид му је опростио. Авесалом је дошао до убеђења да је Давидова владавина слаба и да је Израелу потребан јаки владар. Уз подршку старих другара успео је да подигне војску и крене на Јерусалим.
Давид је морао да бежи из Јерусалима. Преко шпијуна је Давид успео, да Авесалом са војском напусти Јерусалим у потрази за оцем. У шуми Јефремовој дошло је боја Авесалома са оцем Давидом, где је његова војска потучена. У бекству од војске Давидове Авесалом је запео главом за један храст, његова дуга коса се ухватила за гране те је висио на дрвету. Давидов војсковођа Јоав, видевши немоћног Авесалома, убио је овога супротно Давидовој наредби да се Авесалому по сваку цену сачува живот. Вест о погибији Авесалома сломило је старог Давида, што је дирљиво описано у 2. Сам. 18, 32 - 33:
А цар рече Хусију: је ли здраво дијете Авесалом? А Хусије рече: нека непријатељи господара мојега цара и који год устају на те зла ради, нека прођу као то дијете. Тада се цар сневесели, и попе се у горњу клијет над вратима, и стаде плакати, а идући говораше: сине мој Авесаломе, сине мој, сине мој Авесаломе! камо да сам ја умро мјесто тебе! Авесаломе сине мој, сине мој!
Давид је пре смрти одредио Соломуна за свога наследника. Соломун је осветио свог полубрата погубивши Јоава.